# (1834) Palach
(1834) Palach – planetoida z pasa głównego asteroid okrążająca Słońce w ciągu 5 lat i 95 dni w średniej odległości 3,02 au Została odkryta 22 sierpnia 1969 roku w obserwatorium Hamburg-Bergedorf w Bergedorfie przez Luboša Kohoutka. Nazwa planetoidy pochodzi od Jana Palacha (1948-1969), który w proteście przeciwko agresji Układu Warszawskiego na Czechosłowację, dokonał aktu samospalenia przed Muzeum Narodowym na Placu Wacława w Pradze. Przed jej nadaniem planetoida nosiła oznaczenie tymczasowe (1834) 1969 QP.